# Incoming - I nuovi arrivati
Incoming - I nuovi arrivati (Incoming) è un film del 2024 diretto da Dave Chernin e John Chernin.

## Trama
Quattro adolescenti affrontano la prima settimana delle superiori, terrorizzati all'idea di partecipare alla loro prima festa da liceali.

## Distribuzione
Il film è stato distribuito sulla piattaforma Netflix il 23 agosto 2024.